# Campionato sudamericano maschile under 20 di calcio 1981
Il Campionato sudamericano di calcio Under-20 1981, 10ª edizione della competizione organizzata dalla CONMEBOL e riservata a giocatori Under-20, è stato giocato in Ecuador. Le tre migliori classificate si sono qualificate per il Campionato mondiale di calcio Under-20 1981.

## Partecipanti
Partecipano al torneo le rappresentative delle 10 associazioni nazionali affiliate alla Confederación sudamericana de Fútbol, ad eccezione del Perù under 20:
| - Argentina under 20 - Bolivia under 20 - Brasile under 20 - Cile under 20 - Colombia under 20 |  | - Ecuador under 20 - Paraguay under 20 - Uruguay under 20 - Venezuela under 20 |

## Città
La Federazione calcistica ecuadoriana scelse come luoghi deputati a ospitare la manifestazione le città di Guayaquil e Quito.

## Formato

### Fase a gironi
Le 10 squadre partecipanti alla prima fase sono divise in due gruppi da cinque ciascuno e si affrontano in un girone all'italiana con gare di sola andata. Passano al secondo turno le prime due classificate in ogni gruppo.
In caso di arrivo a pari punti in classifica, la posizione si determina seguendo in ordine:
- Differenza reti;
- Numero di gol realizzati;
- Risultato dello scontro diretto;
- Sorteggio.

## Fase a gironi
Legenda
|  | Qualificata alla fase successiva |

### Gruppo A
| Squadra           | P.ti | G | V | P | S | GF | GS | DR |
| ----------------- | ---- | - | - | - | - | -- | -- | -- |
| Uruguay under 20  | 5    | 4 | 2 | 1 | 1 | 8  | 5  | +3 |
| Bolivia under 20  | 5    | 4 | 1 | 3 | 0 | 4  | 3  | +1 |
| Ecuador under 20  | 4    | 4 | 1 | 2 | 1 | 7  | 6  | +1 |
| Paraguay under 20 | 4    | 4 | 1 | 2 | 1 | 6  | 6  | 0  |
| Colombia under 20 | 2    | 4 | 0 | 2 | 2 | 3  | 8  | -5 |

| 15 febbraio 1981 | Colombia | 1 – 1 | Paraguay |  |

| 15 febbraio 1981 | Uruguay | 1 – 1 | Bolivia |  |

| 18 febbraio 1981 | Bolivia | 2 – 1 | Paraguay |  |

| 18 febbraio 1981 | Ecuador | 3 – 1 | Colombia |  |

| 20 febbraio 1981 | Bolivia | 1 – 1 | Ecuador |  |

| 20 febbraio 1981 | Paraguay | 2 – 1 | Uruguay |  |

| 22 febbraio 1981 | Colombia | 0 – 0 | Bolivia |  |

| 22 febbraio 1981 | Uruguay | 2 – 1 | Ecuador |  |

| 25 febbraio 1981 | Uruguay | 4 – 1 | Colombia |  |

| 21 gennaio 1981 | Ecuador | 2 – 2 | Paraguay |  |

### Gruppo B
| Squadra            | P.ti | G | V | P | S | GF | GS | DR  |
| ------------------ | ---- | - | - | - | - | -- | -- | --- |
| Brasile under 20   | 5    | 3 | 2 | 1 | 0 | 7  | 2  | +5  |
| Argentina under 20 | 5    | 3 | 2 | 1 | 0 | 7  | 2  | +4  |
| Cile under 20      | 2    | 3 | 1 | 0 | 2 | 5  | 4  | +1  |
| Venezuela under 20 | 0    | 3 | 0 | 0 | 3 | 1  | 12 | -11 |

| 15 febbraio 1981 | Argentina | 3 – 1 | Cile |  |

| 17 febbraio 1981 | Brasile | 5 – 1 | Venezuela |  |

| 19 febbraio 1981 | Argentina | 3 – 0 | Venezuela |  |

| 22 febbraio 1981 | Brasile | 1 – 0 | Cile |  |

| 26 febbraio 1981 | Cile | 4 – 0 | Venezuela |  |

| 26 febbraio 1981 | Brasile | 1 – 1 | Argentina |  |

## Fase finale
| Squadra            | P.ti | G | V | P | S | GF | GS | DR |
| ------------------ | ---- | - | - | - | - | -- | -- | -- |
| Uruguay under 20   | 6    | 3 | 3 | 0 | 0 | 9  | 3  | +6 |
| Brasile under 20   | 3    | 3 | 1 | 1 | 1 | 6  | 3  | +3 |
| Argentina under 20 | 2    | 3 | 1 | 0 | 2 | 4  | 10 | -6 |
| Bolivia under 20   | 1    | 3 | 0 | 1 | 2 | 3  | 6  | -3 |

| 1º marzo 1981 | Argentina | 3 – 1 | Bolivia |  |

| 1º marzo 1981 | Uruguay | 2 – 1 | Brasile |  |

| 5 marzo 1981 | Brasile | 4 – 0 | Argentina |  |

| 5 marzo 1981 | Uruguay | 2 – 1 | Bolivia |  |

| 8 marzo 1981 | Brasile | 1 – 1 | Bolivia |  |

| 8 marzo 1981 | Uruguay | 5 – 1 | Argentina |  |

## Classifica marcatori
| Gol |  |  | Giocatore        | Squadra          |
| --- |  |  | ---------------- | ---------------- |
| 5   |  |  | Enzo Francescoli | Uruguay under 20 |
| 5   |  |  | Lela             | Brasile under 20 |